# Rádio Trans Mundial
Rádio Trans Mundial (sigla RTM) é uma rede de rádio brasileira sediada na cidade de São Paulo. É ligada à Trans World Radio, que tem sede nos Estados Unidos, e foi inaugurada em 5 de fevereiro de 1970. Os programas da rede são distribuídos via satélite para diversas estações de rádio afiliadas no Brasil. A RTM faz parte de uma organização independente, mantida por um grupo de brasileiros, principalmente imigrantes alemães, e é financiada por doações.

## História
A Rádio Trans Mundial é originária da Trans World Radio, que iniciou suas transmissões em 1954, na cidade de Tânger, ao norte do Marrocos. A emissora iniciou suas transmissões em ondas curtas em língua portuguesa dez anos depois, voltadas ao território brasileiro a partir de Bonaire, no Caribe.
A rádio brasileira iniciou seus trabalhos em São Paulo em 5 de fevereiro de 1970, como uma produtora e distribuidora de programas religiosos evangélicos para diversas emissoras por todo o Brasil. Os trabalhos começaram numa sala na Igreja Batista Alemã da cidade e o áudio era transmitido em língua alemã para a população de imigrantes alemães radicados na região Sul do Brasil. Anos depois, um prédio foi construído para a produção de programas em português, que eram enviados a Bonaire.
Nos anos 1990, a RTM adquiriu o controle da Rádio Aliança AM 1090, de Goiânia, e transmitiu seus programas por poucos anos, até repassá-la à César Augusto, da Igreja Apostólica Fonte da Vida. Em seguida, visando maior alcance, adquiriu as concessões da Fundação Brasileira de Comunicação, antiga Rádio Nova Visão de Santa Maria, transferindo-as para a Fundação RTM de Rádio e Televisão, criada para gerir suas emissoras.
Foi inaugurada a Rede Trans Mundial, gerada via satélite de seus estúdios em São Paulo, distribuindo sua programação em tempo real para suas afiliadas. A RTM brasileira passou a transmitir em ondas curtas a partir de Santa Maria, no Rio Grande do Sul. Com uma programação religiosa, a estação de rádio possui como fundamento a divulgação do cristianismo protestante sob caráter não denominacional. Desde 1980, a estação possui um projeto dedicado a evangelização nas línguas indígenas baniua, macuxi e ticuna.
Em 9 de agosto de 2018, a Rádio Trans Mundial desligou seus transmissores de ondas curtas. Durante anúncio veiculado na programação, a emissora alegou não ter condições financeiras de manter esta operação e passou a transmitir ao vivo somente pela internet e emissoras afiliadas, além de publicar podcasts em seu website.
Em setembro de 2020, passou a ser retransmitida pela Musical FM de São Paulo, passando a ter cobertura na região da sua sede.